# Zero Fucks Given – Lebe den Tag, liebe das Leben
Zero Fucks Given – Lebe den Tag, liebe das Leben  (Originaltitel: Rien à foutre) ist ein französisch-belgischer Film aus dem Jahre 2021. Regie führten Julie Lecoustre und Emmanuel Marre.

## Handlung
Die Belgierin Cassandre Wassels ist Flugbegleiterin bei einer Billigfluggesellschaft. Ihr Arbeitsalltag ist geprägt vom Druck der Vorgesetzten, Kontrolle vonseiten ihrer Kolleginnen und der nicht bestehenden Möglichkeit, eine Partnerschaft zu pflegen. Dies hat einerseitszu Folge, dass Cassandre mehrmals alkoholisiert angetroffen wird und von ihrem Vorgesetzten eine Kündigung erhält, andererseits hat Cassandre auch den Wunsch, beruflich aufzusteigen und bewirbt sich nach ihrer Entlassung bei Emirates.
In der Zeit ihrer Arbeitslosigkeit verbringt sie Zeit mit ihrem Vater, einem Immobilienmakler und ihrer Schwester Mélissa. Da die Mutter der Schwestern bei einem Autounfall tödlich verunglückt ist, macht sich Cassandre bei einem Autoverwerter, bei dem sie den Unfallwagen sucht und auf der Verkehrsinsel im Kreisverkehr, an dem der Unfall stattgefunden hat, auf Spurensuche.
Der Film endet, als Cassandre sich in Dubai die Wasserspiele ansieht und nun eine Anstellung bei Emirates hat.

## Kritik
„Die lange fast dokumentarisch anmutende Komödie schafft es zunächst, ein pointiertes, bitteres Porträt einer haltlosen Persönlichkeit zu zeichnen. Die späte emotionale Öffnung wirkt daneben aufgesetzt und lässt den Film trotz seiner Qualitäten eher im Vagen verharren.“